# Wahlkreis Glasgow Springburn (Schottisches Parlament)
| Glasgow Springburn           |
| ---------------------------- |
| Glasgow Springburn · Glasgow |
| Gebildet                     |
| 1999                         |
| Abgeschafft                  |
| 2011                         |
| Regionen                     |
| Glasgow                      |

Glasgow Springburn war ein Wahlkreis für das Schottische Parlament. Er wurde 1999 als einer von zehn Wahlkreisen der Wahlregion Glasgow eingeführt, die im Zuge der Revision der Wahlkreise im Jahre 2011 neu zugeschnitten wurde und nur noch neun Wahlkreise umfasst. Hierbei wurde der Wahlkreis Glasgow Springburn abgeschafft. Er umfasste nördliche Glasgower Stadtbezirke, unter anderem Barmulloch, Dennistoun, Hogganfield und Springburn. Bei Zensuserhebung 2001 lebten insgesamt 68.172 Personen innerhalb seiner Grenzen. Der Großteil der Gebiete von Glasgow Springburn ist in den neuen Wahlkreisen Glasgow Maryhill and Springburn und Glasgow Provan aufgegangen. Es wurde ein Abgeordneter entsandt. 

## Wahlergebnisse

### Parlamentswahl 1999
| Ergebnisse der Parlamentswahl 1999 | Ergebnisse der Parlamentswahl 1999 | Ergebnisse der Parlamentswahl 1999 | Ergebnisse der Parlamentswahl 1999 |
| Partei                             | Kandidat                           | Stimmen                            | %                                  |
| ---------------------------------- | ---------------------------------- | ---------------------------------- | ---------------------------------- |
| Labour                             | Paul Martin                        | 14.268                             | 58,6                               |
| SNP                                | John Brady                         | 6375                               | 26,2                               |
| Conservative                       | Murray Roxburgh                    | 1293                               | 5,3                                |
| Liberal Democrats                  | Matthew Dunnigan                   | 1288                               | 5,3                                |
| Socialist                          | James Friel                        | 1141                               | 4,7                                |
| Wahlbeteiligung: 24.365 (43,46 %)  |                                    |                                    |                                    |

### Parlamentswahl 2003
| Ergebnisse der Parlamentswahl 2003 | Ergebnisse der Parlamentswahl 2003 | Ergebnisse der Parlamentswahl 2003 | Ergebnisse der Parlamentswahl 2003 | Ergebnisse der Parlamentswahl 2003 |
| Partei                             | Kandidat                           | Stimmen                            | %                                  | ±                                  |
| ---------------------------------- | ---------------------------------- | ---------------------------------- | ---------------------------------- | ---------------------------------- |
| Labour                             | Paul Martin                        | 10.963                             | 59,0                               | +0,4                               |
| SNP                                | Frank Rankin                       | 2956                               | 15,9                               | −10,3                              |
| Socialist                          | Margaret Bean                      | 2653                               | 14,3                               | +9,6                               |
| Conservative                       | Alan Rodger                        | 1233                               | 6,6                                | +1,3                               |
| Liberal Democrats                  | Charles Dundas                     | 768                                | 4,1                                | −1,2                               |
| Wahlbeteiligung: 18.573 (37,48 %)  |                                    |                                    |                                    |                                    |

### Parlamentswahl 2007
| Ergebnisse der Parlamentswahl 2007 | Ergebnisse der Parlamentswahl 2007 | Ergebnisse der Parlamentswahl 2007 | Ergebnisse der Parlamentswahl 2007 | Ergebnisse der Parlamentswahl 2007 |
| Partei                             | Kandidat                           | Stimmen                            | %                                  | ±                                  |
| ---------------------------------- | ---------------------------------- | ---------------------------------- | ---------------------------------- | ---------------------------------- |
| Labour                             | Paul Martin                        | 10.024                             | 56,9                               | −2,1                               |
| SNP                                | Anne McLaughlin                    | 4929                               | 28,0                               | +12,1                              |
| Liberal Democrats                  | Katy McCloskey                     | 1108                               | 6,3                                | +2,2                               |
| Conservative                       | Gordon Wilson                      | 1067                               | 6,1                                | −0,5                               |
| Scottish Christian                 | David Johnston                     | 484                                | 2,8                                | +2,8                               |
| Wahlbeteiligung: 17.612 (37,46 %)  |                                    |                                    |                                    |                                    |